# Lodovico Terzi
Lodovico Terzi (Parma, 1925 – Vigevano, 27 febbraio 2016) è stato uno scrittore e traduttore italiano.

## Biografia
Nato da un'antica famiglia parmigiana di ingegneri civili, dopo la guerra, combattuta diciottenne nell'esercito di Salò, studiò ingegneria alla Normale di Pisa ed entrò in seguito nella casa editrice Einaudi grazie all'amicizia con Giulio Bollati. Amico tra gli altri degli scrittori Luciano Foà, Italo Calvino, Carlo Fruttero, per la collana dei Coralli Einaudi della casa editrice torinese pubblicò nel 1963 il suo primo romanzo, L'imperatore timido. 
L'imperatore timido, che narra la storia raccontata in prima persona «di un lazzarillo del XVII secolo arrivato naufrago nella sconosciuta Cina», fu recensito come un conte philosophique non più in voga all'inizio degli anni Sessanta e che Ludovico Terzi avrebbe riesumato «in una forma meno scopertamente finalistica e didascalica di quanto non fecero Montesquieu e Voltaire» ma che, come i suoi predecessori letterari dei romanzi picareschi o delle stesso Candide, mette in evidenza l'assurdità delle cose che vede.

## Traduttore
Ha curato e tradotto per Adelphi numerosi classici di importanti autori letterari inglesi quali Daniel Defoe, Charles Dickens, Jonathan Swift, Samuel Johnson, Robert Louis Stevenson, Rudyard Kipling.

## Opere principali
- L'imperatore timido, Torino, Einaudi, 1963; riedito nel 1988 da Guanda
- I racconti del casino di lettura, Milano, Mondadori, 1995
- L'autonecrologia di Jonathan Swift: i Versi sulla morte del dottor Swift integralmente tradotti, commentati e applicati alle più varie circostanze, Milano, Adelphi, 2007
- Un'occasione d'amore, Roma, Nottetempo, 2009
- Due anni senza gloria: 1943-1945, con uno scritto di Goffredo Fofi, Torino, Einaudi, 2011